# Summer Spur
『Summer Spur』（サマー・シュプール）は2013年7月24日、GIZA studio／D-GOより発売されたなついろの2枚目のアルバム。

## 概要
前作の「あの夏色の空へと続く」と比べて、制作陣が多くなり、ボーカルである森川七月の作詞が3曲収録されている。また北川加奈の楽曲「キツく結ばれた身体」は、1stアルバム「Rain｜雨音の調べ」、2ndシングルのカップリング曲「Just Going My way」に続いて3曲目の作品。

## 収録曲
1. 夏の太陽のせいにして
作詞：山崎好詩未×新名悠人/作曲：大野愛果/編曲：葉山たけし
2. Bitter & Sweet ラプソディー
作詞：新名悠人×山崎好詩未/作曲：徳永暁人/編曲：葉山たけし
3. A Day ～緑風の季節～
作詞：山崎好詩未×新名悠人/作曲：大野愛果/編曲：葉山たけし
4. 悪戦苦闘のワンウェイ・ラブ
作詞：山崎好詩未×新名悠人/作曲：大野愛果/編曲：麻井寛史
5. Summer Spur
作詞：山崎好詩未×新名悠人/作曲：森健一/編曲：徳永暁人
6. icecream
作詞：森川七月/作曲：須藤智之/編曲：大楠雄蔵
7. Everything for you
作詞：森川七月/作曲：大野愛果/編曲：葉山たけし
8. Self Nude
作詞：新名悠人×山崎好詩未/作曲：浅川悠魅/編曲：麻井寛史
9. 七色と如雨露とキミとボク
作詞：新名悠人×山崎好詩未/作曲：須藤智之/編曲：安部智樹
10. キツく結ばれた身体
作詞：森川七月/作曲：北川加奈/編曲：大楠雄蔵
11. Sayonara Precious
作詞：山崎好詩未×新名悠人/作曲：大野愛果/編曲：岡本仁志
12. We'll be One Heart, One Love
作詞：新名悠人×山崎好詩未/作曲・編曲：徳永暁人